# Josef Amann (Politiker)

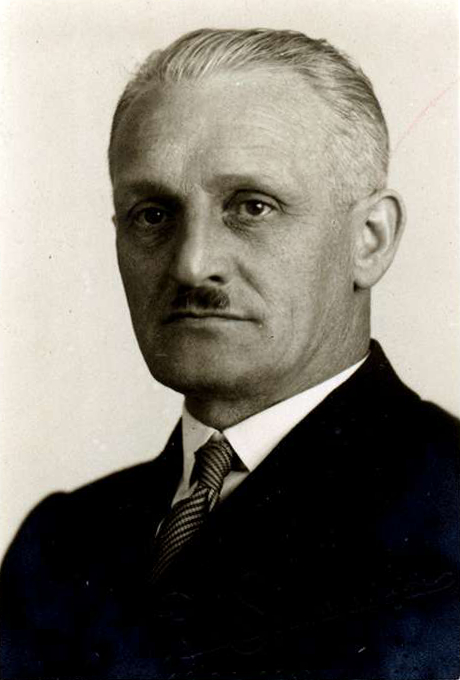
Josef Amann (um 1933)

Josef Amann (* 22. Januar 1879 in Regenstauf; † 27. Juli 1971 in Heidelberg) war ein deutscher Politiker der SPD.

## Ausbildung und Beruf
Als Sohn eines Bäckers in Regenstauf machte Amann die Lehre zum Bäcker und war nach erfolgreichem Bestehen der Gesellenprüfung als Bäckergehilfe in München tätig. 1910 trat er die Stelle des Bezirksleiters des Verbandes der Bäcker und Konditoren in Mannheim an und kam so nach Baden. Im Ersten Weltkrieg gehörte er dem vierzehnten Train-Bataillon an.

## Politische Tätigkeit
1920 wechselte er auf Initiative von Emil Maier als Parteisekretär zum Landesverband der SPD nach Heidelberg. Nach der Aufhebung des Postens übte Amann von 1925 bis 1927 das Amt des Landesgeschäftsführers der Arbeiterwohlfahrt in Baden aus. 1928 kehrte er in seinen alten, wiedererrichteten Posten des SPD-Sekretärs in Heidelberg zurück, den er bis zum Verbot der SPD 1933 innehatte. Ab 1924 gehörte er dem Heidelberger Bürgerausschuss und dem Stadtrat an und wurde 1933 für kurze Zeit in den badischen Landtag gewählt. Dort begründete er in einer Stellungnahme die Ablehnung des Ermächtigungsgesetz durch die SPD. Auch diese Mandate wurden ihm durch das Parteiverbot entzogen.
In den darauffolgenden Jahren stand Amann unter ständiger Bewachung der Gestapo und blieb arbeitslos. 1939 bekam er eine Stelle als Portier bei den Heidelberger Teroson-Werken, nur wenig später stieg er dort zum Leiter der Versandabteilung auf. 1944 war er Geschäftsführer der Baugenossenschaft „Neu Heidelberg“, bei der er auch im Vorstand saß. Zwischenzeitlich wurde er mehrmals in Schutzhaft genommen, zuletzt 1944 im KZ Dachau.
Nach Ende des Zweiten Weltkriegs und dem Einmarsch der Amerikaner in Heidelberg kehrte er in die Politik zurück, gehörte der Vorläufigen Volksvertretung für Württemberg-Baden und der Verfassunggebenden Landesversammlung Württemberg-Baden sowie dem Heidelberger Stadtrat an. Im Februar 1948 kandidierte er auf Vorschlag der SPD für das Amt des Oberbürgermeisters von Heidelberg. Zwar belegte er mit 43,76 % der Stimmen nur den zweiten Platz hinter dem Kandidaten der CDU, Hugo Swart, doch aufgrund einer Absprache wählte ihn der Stadtrat zum Bürgermeister, dem hauptamtlichen Vertreter des Stadtoberhauptes. In diesem Amt setzte er sich vor allem für Geflüchtete ein, die in der unzerstörten Stadt untergekommen waren. Auch das Bunsen-Gymnasium geht auf seine Initiative zurück. 1952 kandidierte er erneut für das Amt des Oberbürgermeisters, belegte aber beim Sieg des CDU-Kandidaten Carl Neinhaus nur den dritten Platz.
1954 trat Amann schließlich in den Ruhestand. Als Erster Bürgermeister folgte ihm Hermann Hagen nach. Amann engagierte sich aber auch weiterhin in seinem Stadtviertel, im Pfaffengrund. 1963 wurde er zum Ehrenbürger der Stadt Heidelberg ernannt.